# Neumarkt (Wuppertal)
Der Neumarkt ist ein innerstädtischer Platz in Wuppertal und Standort des jeden Werktag stattfindenden Elberfelder Wochenmarktes. Neben dem Laurentiusplatz gehört er zu den zentralen Plätzen des Stadtteiles Elberfeld.

## Geschichte

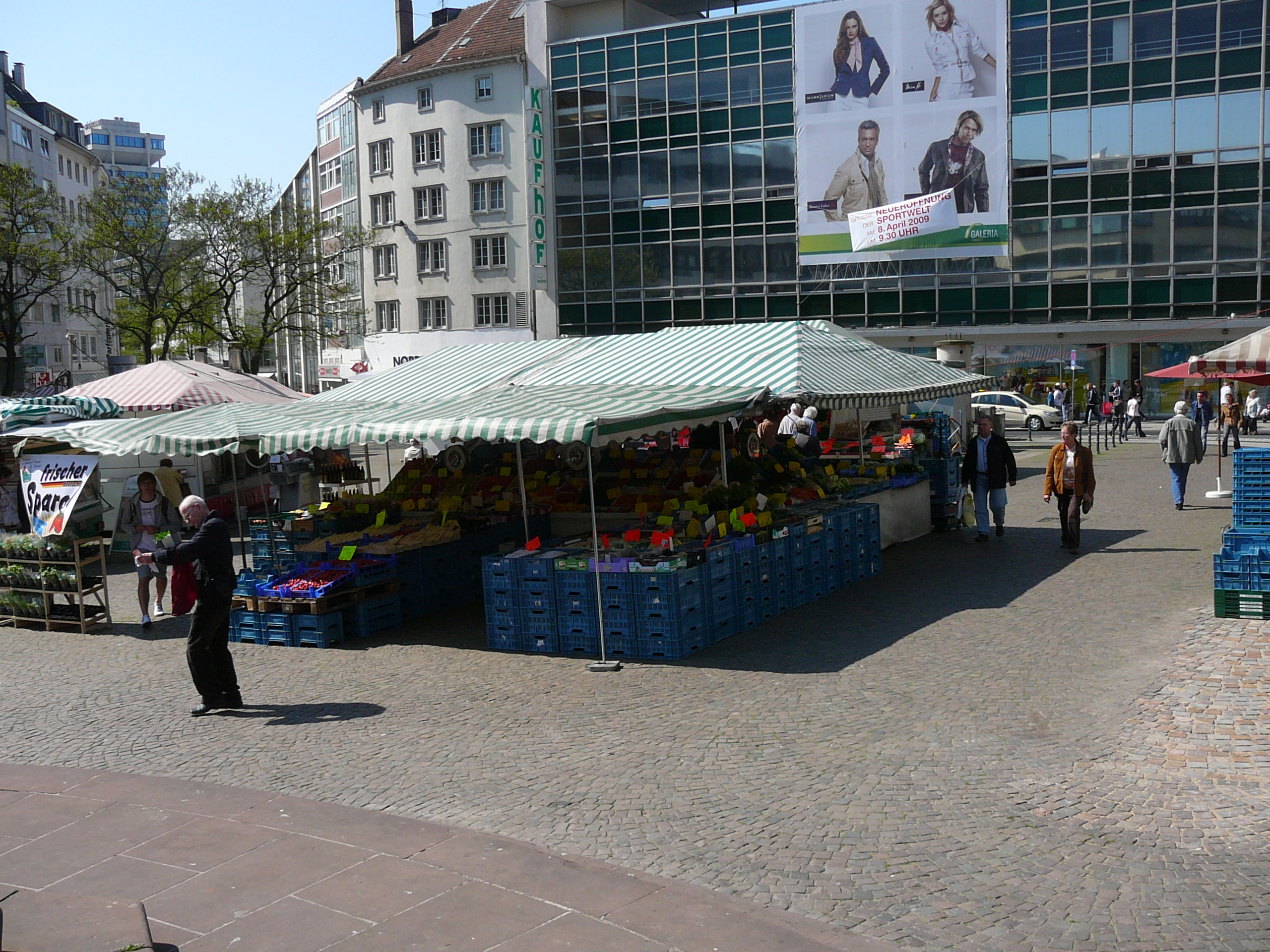
Wochenmarkt auf dem Neumarkt

Der Neumarkt entwickelte sich erst relativ spät zu einem städtischen Platz. Zuvor hatte die Fläche der reformierten Gemeinde Elberfelds als Friedhof gedient, der außerhalb des alten Stadtkerns lag. Dieser wiederum war angelegt worden, als der alte Friedhof um die heutige Alte Reformierte Kirche aufgegeben wurde und seither Bestattungen innerhalb des Siedlungsgebietes nicht mehr zulässig waren. Für diesen zweiten Friedhof wählte man das nördlich der damaligen Stadt gelegene Grundstück, das nicht mehr von der Wupper überflutet werden konnte. Es lag außerhalb der Befestigungsringes, den nördlich der Wupper heute die Straßenzüge „Wall“, „Grabenstraße“ und „Morianstraße“ nachzeichnen.
Mit dem rasanten Wirtschaftsboom um 1800 wuchs die Stadt Elberfeld auch um den Neumarkt herum. Schließlich verlegte man den Begräbnisplatz ein weiteres Mal und gestaltete 1809 den jetzigen Neumarkt. Dort kreuzten sich mehrere Straßen und ab Ende des 19. Jahrhunderts die Spur der Straßenbahn. Seit der Einweihung des neuen Elberfelder Rathauses wurde der Neumarkt auch zu einem administrativen Zentrum.
Die schweren Zerstörungen der Elberfelder Innenstadt während der Luftangriffe auf Wuppertal im Zweiten Weltkrieg veränderten zwar die Platzkanten und die Gebäude. Die Funktionen des Neumarktes haben sich jedoch bis heute nicht geändert.

## Platzgestalt

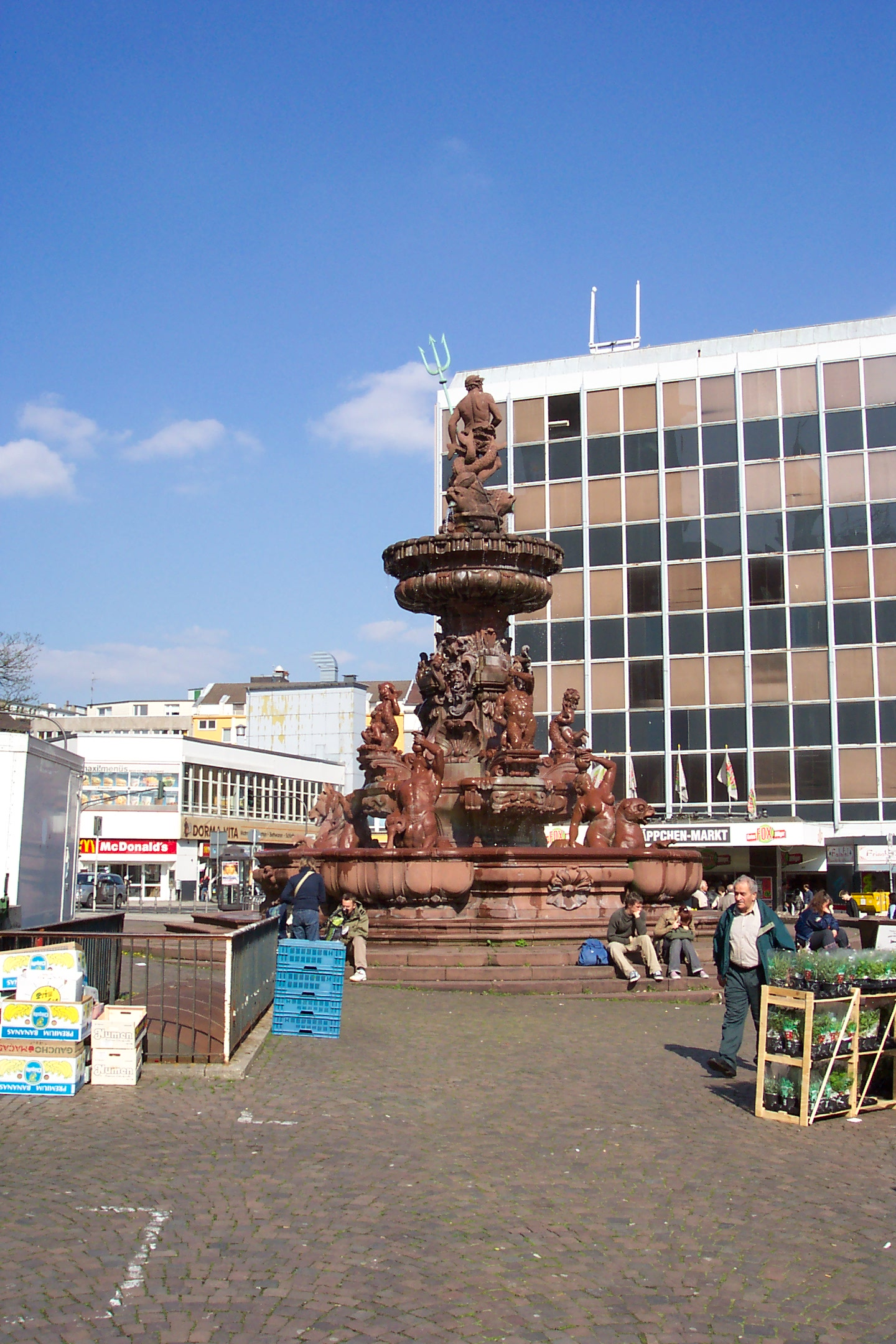
Jubiläumsbrunnen auf dem Elberfelder Neumarkt

Der Neumarkt besitzt eine unregelmäßige polygonale Form. Die südöstliche Platzkante ist durch den Verlauf des ehemaligen Stadtwalles bestimmt, außerhalb dessen der Friedhof angelegt worden war. Zahlreiche Straßen münden in den Platz ein, von denen die wichtigsten die Poststraße, die Friedrichstraße, der Wall, die Klotzbahn und die Neumarktstraße sind. Letztere legte man planmäßig an, um den Neumarkt besser an das Luisenviertel anzubinden. Östlich tangiert den Platz eine der wichtigsten Wuppertaler Nord-Süd-Verbindungen, die Morianstraße resp. die Gathe.

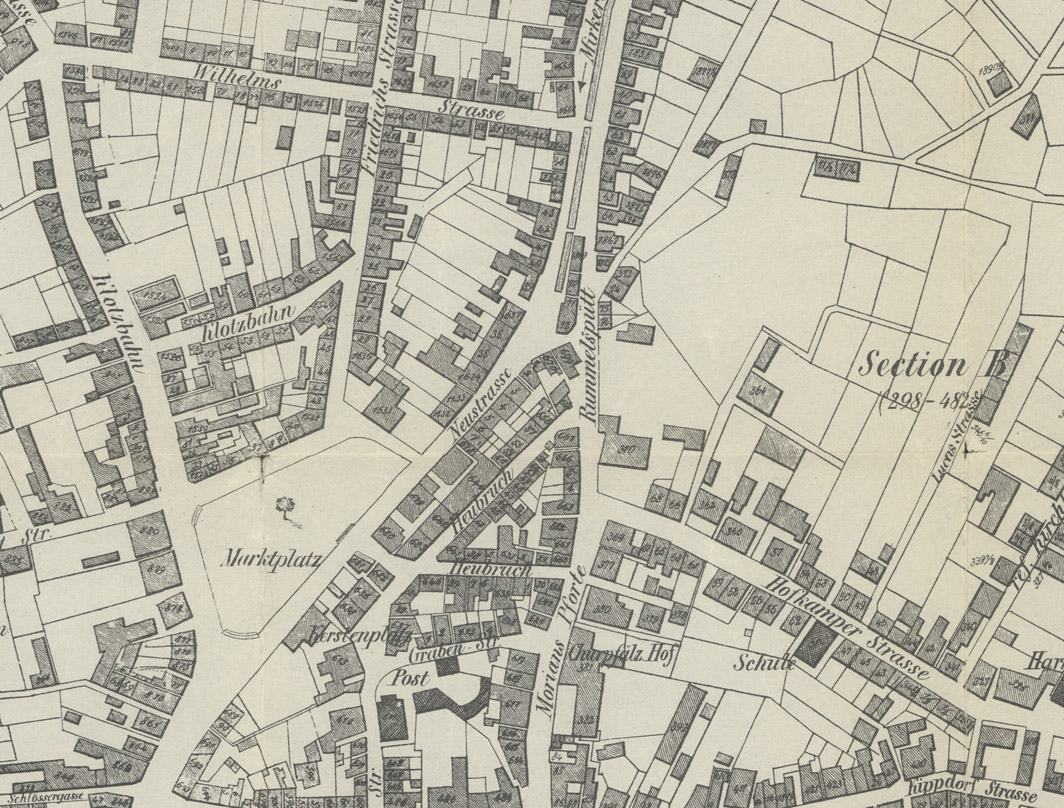
Der Elberfelder Neumarkt auf einer Stadtkarte von 1849

Die Platzfläche an sich sowie einige der einmündenden Straßen sind als Fußgängerzone gestaltet. Die Neumarktstraße stellt allerdings eine wichtige innerstädtische Ost-West-Verbindung für den Individualverkehr dar, die den Platz nach Norden hin abschneidet. Die Straße Wall wird hauptsächlich von Bussen genutzt.

Bankhaus von der Heydt-Kersten & Söhne am Neumarkt in Elberfeld um 1880

Der Platz ist heute von großformatigen Bauten umstanden, eine beherrschende Stellung nimmt dabei das ehemalige Elberfelder Rathaus ein, heute eine Verwaltungsstelle der Stadt Wuppertal. Das im eklektizistischen Stil errichtete Gebäude mit 79 m hohem Turm ist letztes Zeugnis der Vorkriegsbebauung. Im Westen, lediglich durch die Straße Wall vom Platz getrennt, befindet sich das Gebäude des ehemaligen Kaufhauses Tietz, dessen historische Fassade zu dieser Seite hin nach einer Teilzerstörung im Zweiten Weltkrieg durch eine Stahl- und Glaskonstruktion ersetzt wurde und heute eine Filiale der GALERIA Kaufhof GmbH beherbergt. Nach Osten hin wurde der Platz von einem Kaufhaus begrenzt, dessen historistische Fassade in den 1960er Jahren durch eine Nachfolgerin im Stil der Zeit ersetzt wurde. Nach dem Abriss im Herbst 2006 ist dort ein moderner Neubau entstanden. Im Südosten begrenzt den Neumarkt ein terrassiertes Büro- und Geschäftsgebäude der Commerzbank AG, das die Sichtachse zum Hauptbahnhof blockiert. Es ersetzte das Gebäude des Bankhauses von der Heydt-Kersten & Söhne.
Die Platzmitte wird vom Jubiläumsbrunnen eingenommen, einer Kopie des Neptunbrunnens in Trient, der 1896 vom Verschönerungsverein gestiftet und 1901 eingeweiht wurde. Die freizügige Darstellung des Neptun mit vollständig modellierter Schamregion löste damals einigen Protest aus.
Unterhalb des Platzes befindet sich ein modernisierter Luftschutzraum. Die Gänge ziehen sich unter dem Markt entlang, es gibt Holzbänke und Abgänge zu mehr als 40 Räumen. 450 Personen können unter dem Neumarkt Schutz finden.